# Comuna Vilhivka, Irșava
Vilhivka (în ucraineană Вільхівка) este o comună în raionul Irșava, regiunea Transcarpatia, Ucraina, formată din satele Nîjnie Bolotne și Vilhivka (reședința).

## Demografie
Componența lingvistică a comunei Vilhivka
     Ucraineană (99,68%)
     Alte limbi (0,29%)
Conform recensământului din 2001, majoritatea populației comunei Vilhivka era vorbitoare de ucraineană (99,68%), existând în minoritate și vorbitori de alte limbi.